# Classe economica premium

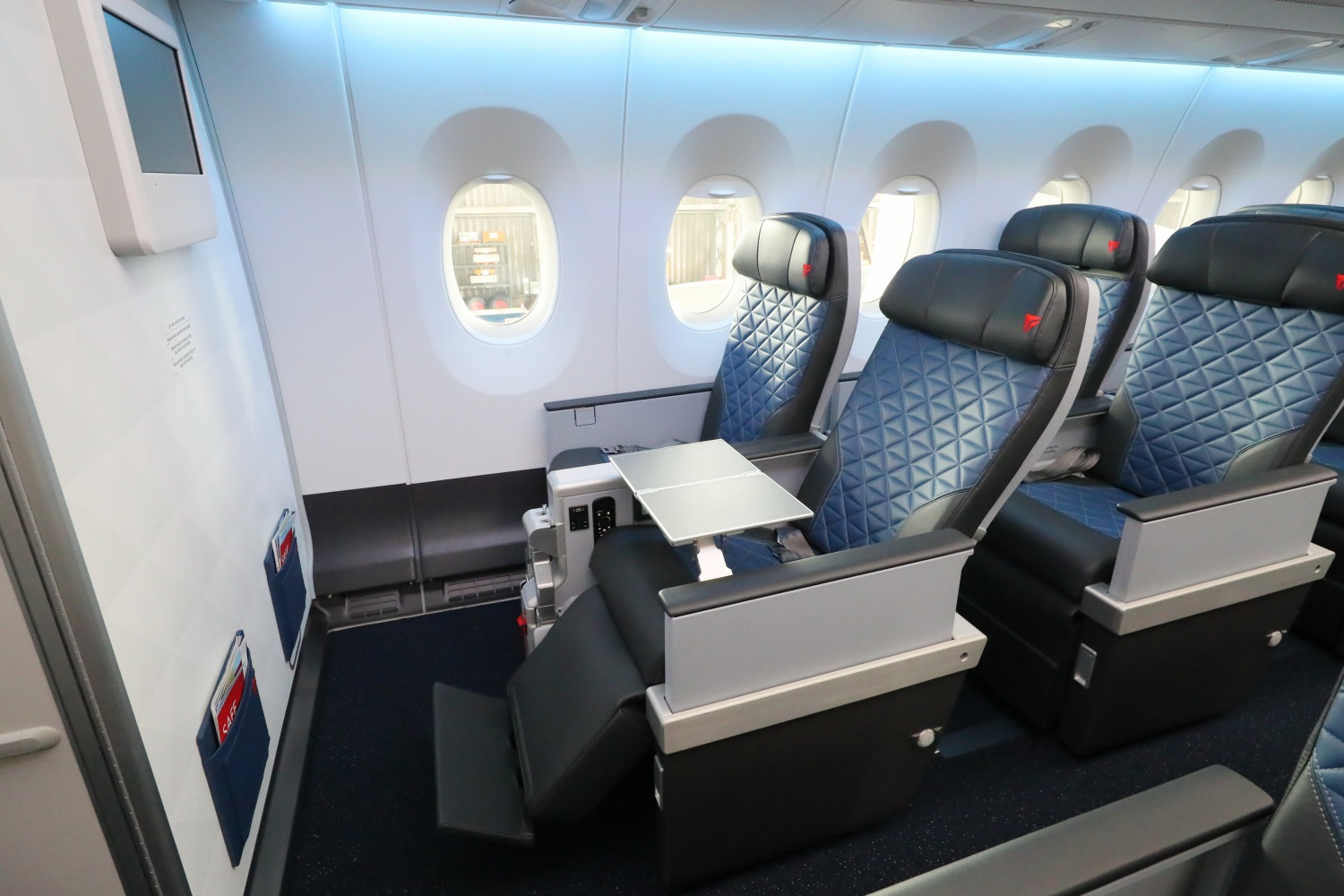
I sedili della classe economica premium di Delta Air Lines su un Airbus A350-900.

La Classe Economica Premium, nota anche con altri nomi commerciali che variano a seconda della compagnia aerea, è una classe di viaggio offerta da molte compagnie aeree. Solitamente si posiziona tra la Classe Economica Standard e la Classe Business in termini di prezzo, comfort e servizi disponibili. Il 12 dicembre 1992, EVA Air introdusse la "Classe Economica Deluxe" (in seguito ribattezzata Evergreen Deluxe, poi Elite Class e infine Premium Economy Class) sul volo inaugurale della sua prima rotta transpacifica da Taipei a Los Angeles, diventando la prima compagnia aerea a offrire questa nuova classe di viaggio. In alcuni paesi, questa classe è nata in risposta alle richieste governative e aziendali di utilizzare la classe economica per i viaggi effettuati dal personale, pur ottenendo molte priorità aeroportuali (ad esempio sul check-in, sui controlli di sicurezza, sull'imbarco ecc.).

## Caratteristiche

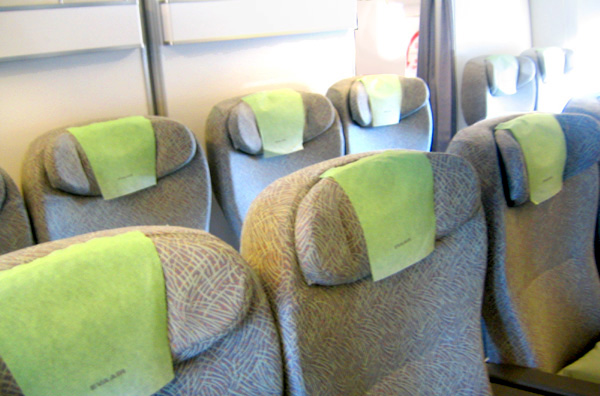
I vecchi sedili della classe economica premium di EVA Air su un Boeing 777.

A partire dal 2018, il termine per indicare questa classe di viaggio non è stato regolarizzato tra le compagnie aeree e varia significativamente tra voli nazionali e internazionali, così come tra compagnie aeree a basso costo o regionali. La classe economica premium è talvolta limitata a uno spazio per le gambe più ampio, ma le sue versioni più complete possono includere servizi associati ai viaggi in classe business.
La classe premium economy di Air New Zealand e Qantas include servizi quali il check-in prioritario in aeroporto, degli ampi sedili personalizzati (alcuni per coppie, altri pensati per viaggiatori singoli), una distanza tra i sedili fino a 100 cm (41 pollici) con possibilità del 50% di reclinazione in più, pasti più ricchi, un bar self-service per bevande e snack situato nell'aereo, infotainment dotato di telecomando, cuffie antirumore, scelta di giochi e film per bambini e adulti, prodotti per la cura della pelle nel bagno dell'aereo e una pochette di cortesia ("amenity kit" in inglese) contenente articoli come calzini, mascherine per gli occhi, tappi per le orecchie e spazzolini da denti.
Anche i codici di servizio utilizzati dalle compagnie aeree possono variare, ma generalmente viene utilizzato il codice "W".

## Differenze di servizio

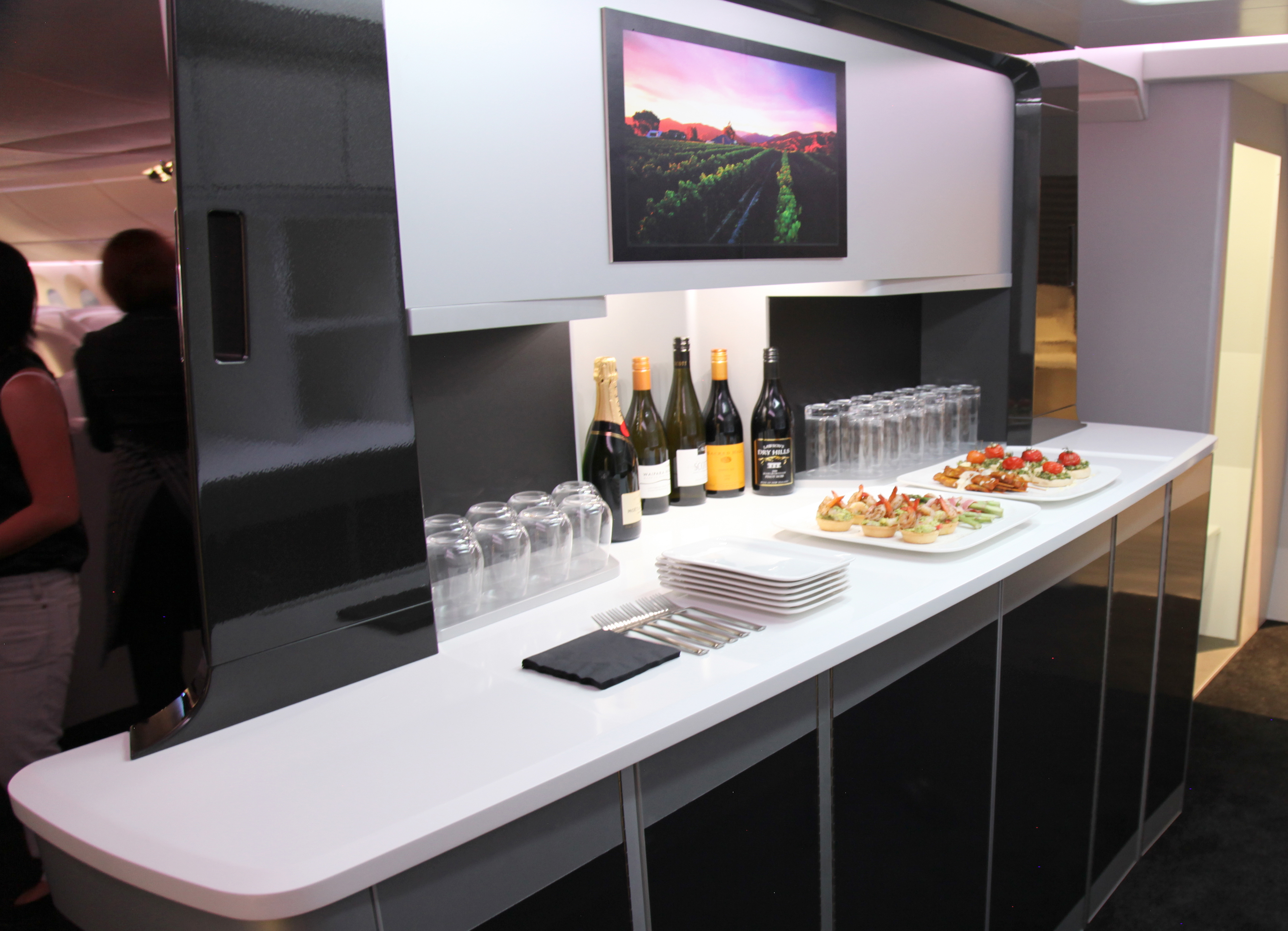
Il bar self-service di Air New Zealand nel 2011.

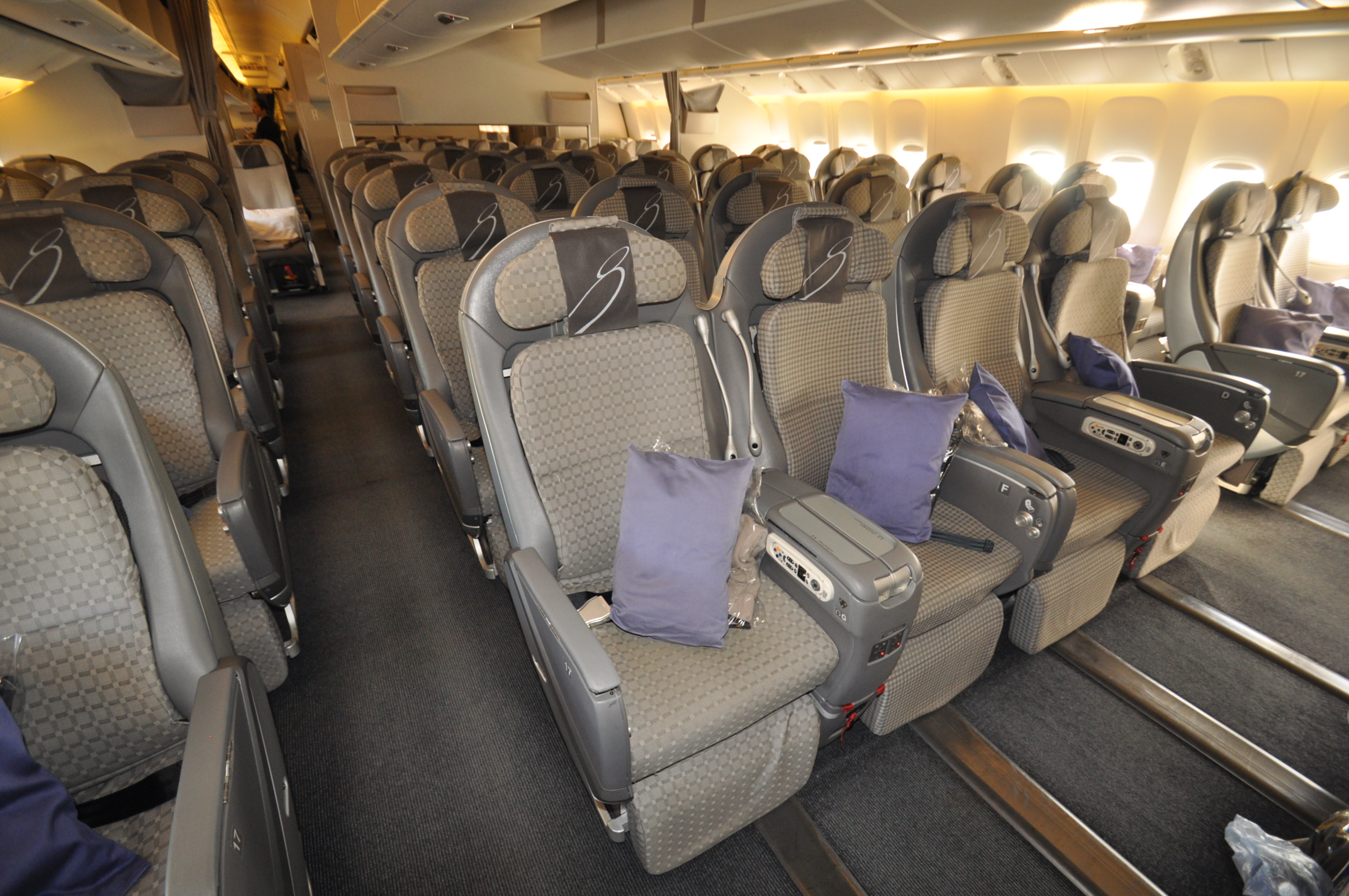
I sedili della classe economica premium di Japan Airlines nel 2012.

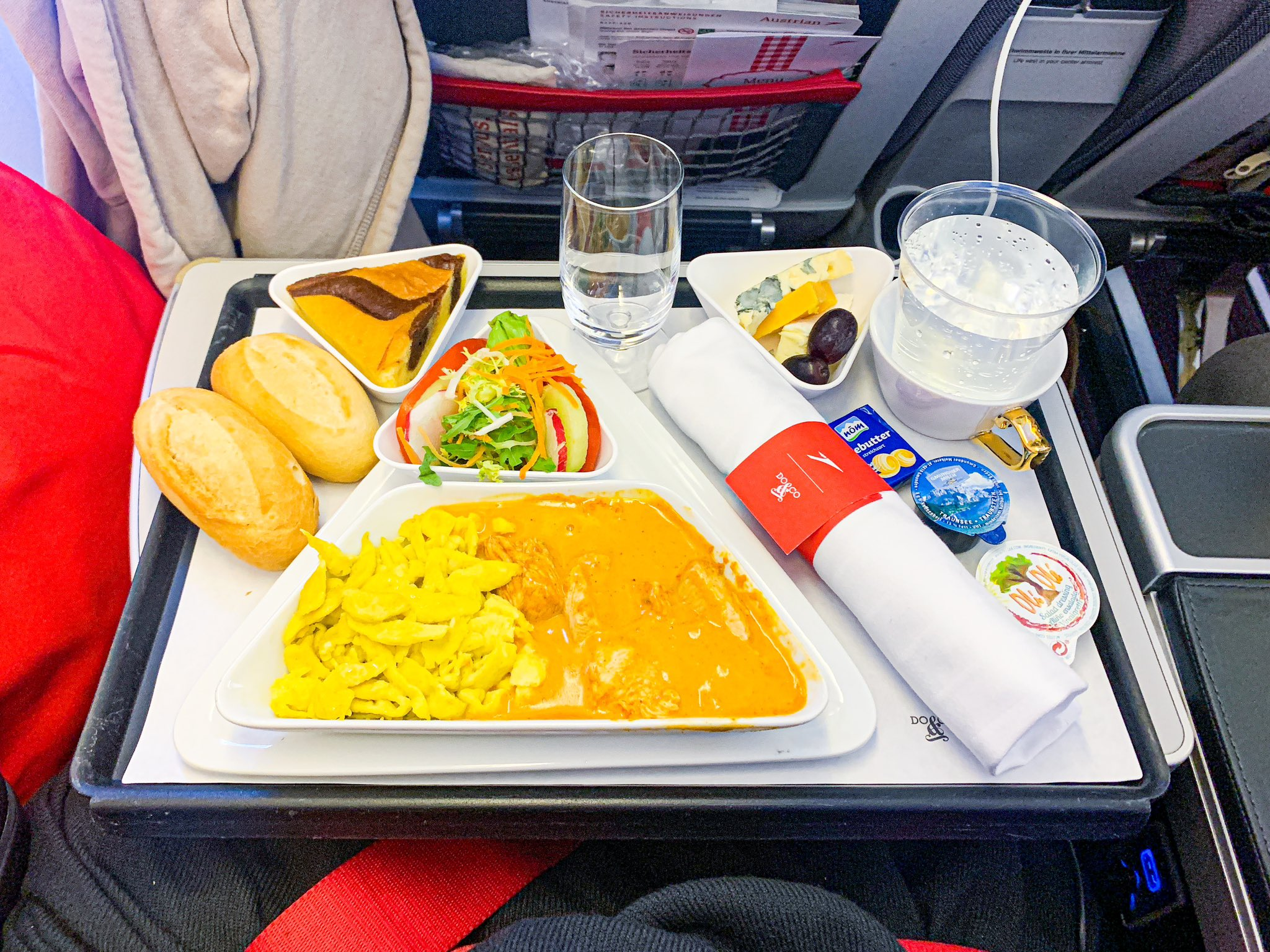
Un pasto servito nella classe economica premium di Austrian Airlines nel 2023.

Le differenze tra la classe economica premium e la classe economica standard variano a seconda della compagnia aerea e del paese, ma generalmente possono includere:
- Un upgrade gratuito per il cambio posto riservato ai soci del programma frequent flyer e per i passeggeri che volano in classe economica a tariffa piena.
- Spazio per le gambe più ampio (distanza tra i sedili che varia dai 91 ai 107 cm), insieme a un poggiapiedi.
- Infotainment migliore (schermo più grande, opzioni più vaste al suo interno, cuffie incluse, ecc.).
- Assistenti di volo dedicati.
- Dimensioni della cabina aumentate.
- Sedili migliori (spesso meno posti per fila, che consentono di avere sedili più ampi e di aumentare lo spazio per spalle e gomiti, posizionati più vicino alla cabina di pilotaggio per ridurre il rumore dei motori e velocizzare lo sbarco).
- Presa elettrica e USB-C per telefono cellulare, laptop e tablet posizionate sul sedile.
- Accesso alle lounge aeroportuali (solo con alcune compagnie aeree).
- Priorità sul check-in, controlli di sicurezza e imbarco.
- Punti frequent flyer aumentati.
- Pochette di cortesia più ricca.
- Servizio di asciugamani caldi.
- Drink di benvenuto (succo o champagne).
- Pasti e bevande di qualità superiore.
- Aumento della franchigia bagaglio (quantità di bagagli che il passeggero può trasportare gratuitamente a bordo dell'aereo).
- Possibilità di riprenotazione aumentata.

Alcune compagnie aeree possono designare un'intera classe economica come premium, un esempio è fornito da United Airlines sui suoi aerei transcontinentali Boeing 757-200 o l'Airbus A350-900 Ultra Long Range (ULR) di Singapore Airlines. In altre compagnie aeree, invece, la classe economica premium potrebbe essere identificata in quella che un tempo era la classe economica standard prima dell'aggiunta di ulteriori posti sugli aerei. I biglietti di classe economica premium solitamente consentono di accumulare più miglia nell'ambito del programma frequent flyer di una determinata compagnia aerea, ottenendo un bonus tra classe economica e classe business. Questi upgrade tendono ad essere più comuni sugli aerei a fusoliera larga, come il Boeing 747 o l'Airbus A380, e meno comuni sugli aerei a fusoliera stretta, come il Boeing 737 o l'Airbus A320.

## Configurazioni
- Configurazione a sei posti (2–2–2): applicabile sul Boeing 767.
- Configurazione a sette posti (2–3–2): applicabile su Airbus A330, Airbus A330neo, Airbus A340, Airbus A350 (solo su China Airlines, Emirates, Lufthansa e Swiss International Air Lines, ma anche su alcuni aeromobili selezionati di Air Caraïbes e French Bee), Airbus A380 (sul ponte superiore) e Boeing 787 Dreamliner.
- Configurazione a otto posti (2–4–2): applicabile su Airbus A350 (per la maggior parte delle altre compagnie aeree nel mondo), Airbus A380 (sul ponte principale), Boeing 747, Boeing 777 e Boeing 777X.

## Compagnie aeree
Le compagnie aeree che offrono la classe economica premium includono:
- Aerolíneas Argentinas: viene chiamata "Club Economy" ed è disponibile solo sui Boeing 737 ed Embraer 190. Sostituisce la classe business su tutti i voli nazionali ed internazionali di durata inferiore alle quattro ore. Offre vantaggi simili alla classe business, incluso l'accesso alle lounge aeroportuali.
- Aeroméxico: viene chiamata "Aeroméxico Plus", ora configurata su tutta la sua flotta Boeing. Offre 10 cm di spazio extra per le gambe, 3,8 cm di reclinazione in più e poggiatesta regolabili in pelle. Include un check-in prioritario inclusi imbarco e sbarco, nonché miglia extra per i frequent flyer.
- Air Austral: viene chiamata "Classe Comfort".
- Air Senegal: la classe economica premium è offerta sul loro Airbus A330-900neo in una configurazione 2–3–2, in contrasto con la classe economica standard (2–4–2) e la classe business (1–2–1).
- Air Canada: viene utilizzata su alcune rotte internazionali con i Boeing 777, Airbus A330-300 e su tutti gli aerei Boeing 787.[5]
- Air Caraïbes: viene chiamata "La Classe Caraïbes" ed è utilizzata solo per i voli a lungo raggio. Offre 91 cm di spazio per le gambe, maggiore reclinazione, un sedile più ampio, uno schermo dell'infotainment più grande e altro.
- Air China: viene utilizzata solo sugli Airbus A330-300, Airbus A350-900 e Boeing 787-9. Sedile più ampio con 91 cm di spazio per le gambe, maggiore reclinazione e schermo infotainment più ampio, oltre a maggiori comfort. Anche i Boeing 747-8I e i Boeing 787-9 offriranno la classe economica premium.
- Air France: offre SkyPriority, accesso alle lounge a pagamento, pasti migliorati (incluse posate in acciaio e bicchieri in vetro), una cabina separata con sedili a guscio fissi con uno spazio per le gambe di 97 cm (38 pollici) e braccioli ultra larghi.[7]
- Air India: offre più spazio per le gambe, sedili più confortevoli, asciugamani caldi e drink di benvenuto, pasti migliorati, una selezione più ampia di bevande, cuffie antirumore e altri servizi premium. È utilizzata solo sugli Airbus A350-900, Boeing 777-200LR, Airbus A321neo, Airbus A320neo e Boeing 787-9.[8][9]
- AirAsia: viene chiamata "Hot Seat".
- AirAsia X: sempre "Hot Seat".
- Alaska Airlines: viene chiamata "Premium Class", offre 10 cm in più di spazio per le gambe, imbarco prioritario, snack e bevande aggiuntive.
- All Nippon Airways: offre sedili più ampi, più spazio per le gambe e un poggiapiedi. I vantaggi includono un banco per il check-in dedicato, gestione prioritaria dei bagagli e accesso alle lounge aeroportuale.[10]
- Allegiant Air: Legroom Plus; opzione che offre fino a 10 cm di spazio in più tra i sedili. Giant Seats; disponibile solo sui Boeing 757, opzione che offre sedili più grandi con almeno 15 cm di spazio in più, simili ai sedili anteriori di Spirit Airlines.
- American Airlines: viene chiamata "Main Cabin Extra"[11], offre un sedile leggermente più largo solo sui Boeing 777-300ER, 5,1 cm (2 pollici) di reclinazione in più e 10–15 cm (4–6 pollici) di spazio per le gambe in più. La classe economica premium è disponibile su tutta la flotta a lungo raggio. I clienti di classe economica premium avranno inoltre due bagagli da stiva gratuiti, imbarco prioritario e un servizio di pasti e bevande migliorato, inclusi alcolici gratuiti. Questo prodotto renderà American Airlines la prima compagnia aerea degli Stati Uniti a offrire un aereo a quattro cabine.[12]
- Asiana Airlines: viene chiamata "Economy Smartium" ed è utilizzata solo sugli Airbus A350-900.[13]
- Austrian Airlines: viene chiamata "Premium Economy".[14]
- Avianca: viene chiamata "Economy Plus", è utilizzata solo sugli Airbus A330-200 e sulle rotte tra: l'Aeroporto di Bogotà-El Dorado e l'Aeroporto di Madrid-Barajas, l'Aeroporto di Bogotà-El Dorado e l'Aeroporto di Barcellona-El Prat, l'Aeroporto di Cali-Alfonso Bonilla Aragón e l'Aeroporto di Madrid-Barajas, l'Aeroporto di Cali-Alfonso Bonilla Aragón e l'Aeroporto di Rionegro-José María Córdova e infine tra l'Aeroporto di Madrid-Barajas e l'Aeroporto di Rionegro-José María Córdova.
- Biman Bangladesh Airlines: la classe economica premium è disponibile solo sui Boeing 787-9.
- British Airways: viene chiamata "World Traveller Plus", offre sedili più spaziosi in una cabina separata, bevande alcoliche gratuite e pasti migliori.[15]
- Brussels Airlines: viene chiamata "Economy Privilege".[16]
- Cathay Pacific: la classe economica premium è utilizzata sugli Airbus A350-900 e su alcuni Boeing 777-300ER.[17]
- China Airlines: la classe economica premium è disponibile sui Boeing 777-300ER e sugli Airbus A350-900.[18]
- China Southern Airlines: la classe economica premium è disponibile solo sugli Airbus A330, offre uno spazio di 94 cm (37 pollici) di distanza e pasti migliori.[19]
- Condor Flugdienst: offre una maggiore reclinazione e 15 cm di spazio in più per le gambe sui voli a lungo raggio, bevande analcoliche gratuite durante i pasti, pochette di cortesia, cuffie e altro ancora. Sugli aerei a corto raggio, il sedile centrale è bloccato, non è dunque reclinabile e non c'è spazio extra per le gambe.[20]
- Delta Air Lines: viene chiamata "Delta Comfort+", offre fino a 91 cm (36 pollici) di spazio per le gambe. Sui voli a lungo raggio, transcontinentali e internazionali, sono offerti anche il 50% in più di reclinazione e bevande alcoliche gratuite. I voli transcontinentali tra l'Aeroporto Internazionale John F. Kennedy e gli aeroporti di Los Angeles, Seattle-Tacoma e San Francisco offrono anche uno snack e un pasto freddo gratuiti, così come una bottiglia d'acqua prima della partenza e una pochette contenente accessori per dormire.[21]
- Edelweiss Air: viene chiamata "Economy Max" ed è utilizzata solo per i voli a lungo raggio. Offre 15 cm di spazio in più e 5 cm di reclinazione in più (94 cm di spazio per le gambe e 20 cm di reclinazione invece dei 79 e i 15 della classe economica), oltre a bevande alcoliche gratuite e una pochette di cortesia.
- El Al: viene chiamata "Premium Class" ed è utilizzata sui Boeing 787 e su alcuni Boeing 777. Offre 10 cm in più di spazio tra i sedili (91 cm in più rispetto agli 81 cm della classe economica standard), il 33% in più di reclinazione, un poggiapiedi, servizi prioritari a terra e un portabottiglie. Prima dell'introduzione dei Boeing 787, alcuni sedili di classe economica sui Boeing 747, Boeing 767 e Boeing 777 con maggiore spazio per le gambe venivano pubblicizzati come "Economy Plus", sebbene ricevessero lo stesso servizio dei normali sedili di classe economica.
- Emirates: la classe economica premium è disponibile solo sull'Airbus A380 sulle rotte dall'Aeroporto Internazionale di Dubai a: l'Aeroporto di Parigi Charles de Gaulle, l'Aeroporto di Londra-Heathrow, l'Aeroporto Internazionale Kingsford Smith, l'Aeroporto Internazionale John F. Kennedy (dal 1° dicembre 2022), l'Aeroporto di Auckland (da gennaio 2023), l'Aeroporto di Melbourne (da febbraio 2023), l'Aeroporto Internazionale di San Francisco (da febbraio 2023), l'Aeroporto di Singapore-Changi (da marzo 2023) e l'Aeroporto di Christchurch (da marzo 2023).[22]
- EVA Air: la classe economica premium è utilizzata su tutti gli aerei Boeing 777-300ER[23] e su alcuni Boeing 787-9.[24]
- Finnair: la classe economica premium è disponibile su voli selezionati verso l'Asia e il Nord America sugli Airbus A350-900 e Airbus A330-300. Offre uno spazio per le gambe di 97 cm (38 pollici), poggiatesta più comodi, una pochette di cortesia, cuffie di qualità superiore e un servizio di ristorazione di maggiore qualità.[25]
- Frontier Airlines: viene chiamata "Stretch" ed è situata nelle prime quattro file dei suoi Airbus A320 e A321, con uno spazio minimo di 91 cm (36 pollici).
- Hainan Airlines: la classe economica premium è disponibile solo su alcuni Boeing 737-800 e Boeing 787-9.
- Hawaiian Airlines: viene chiamata "Extra Comfort" ed è utilizzata sugli Airbus A330-200 e sugli Airbus A321neo. Offre 91 cm di spazio per le gambe (36 pollici), infotainment, pasto di qualità superiore, pochette di cortesia, cuscino e coperta gratuiti su tutte le rotte nazionali, set di cuscini e coperte souvenir solo sulle rotte internazionali.[26]
- Iberia: la classe economica premium è disponibile sugli Airbus A330-300. Offre maggiore larghezza dei sedili, schermo dell'infotainment più grande, pochette di cortesia così come check-in e imbarco prioritari.[6]
- Icelandair: viene chiamata "Economy Comfort".
- ITA Airways: la classe economica premium è disponibile su tutti gli Airbus A350-900, Airbus A330-900neo e Airbus A321neo.[27]
- Japan Airlines: la classe economica premium offre un sedile più spazioso dotato di poggiapiedi, opzioni di ristorazione e bevande migliorate, una pochette di cortesia e accesso alla lounge aeroportuale riservata alla classe business.[28]
- JetBlue Airways: viene chiamata "Even More Space" e offre una distanza minima tra i sedili di 97 cm (38 pollici), nonché priorità su imbarco e controlli di sicurezza.
- KLM: viene chiamata "Premium Comfort" ed è disponibile su tutti i Boeing 787 Dreamliner e su alcuni Boeing 777. Offre sedili più ampi dotati di poggiapiedi e poggiagambe mobili, reclinazione di 20 cm e spazio tra i sedili di 97 cm.
- LATAM Airlines Brasil: viene chiamata "Space Plus" ed è disponibile solo su alcuni Boeing 777. Offre 91 cm (36 pollici) di spazio tra i sedili e una maggiore reclinazione.[29]
- LATAM Airlines Cile: la classe economica premium è disponibile solo sugli aerei della Famiglia Airbus A320. Offre più spazio per le gambe, più ampiezza e reclinazione, inoltre il sedile centrale non è presente in modo da offrire più spazio.
- LOT Polish Airlines: viene chiamata "Premium Club" ed è utilizzata solo sui voli a lungo raggio.
- Lufthansa: la classe economica premium è disponibile su tutti i voli a lungo raggio, offre sedili più spaziosi e un servizio di ristorazione di alta qualità.[30]
- Mahan Air: offre sedili più grandi e più spazio per le gambe sui voli a lungo raggio, è utilizzata sugli Airbus A340.
- Oman Air: tutte le cabine di classe economica sono premium ed è presente uno spazio tra i sedili di 91 cm (36 pollici).
- Pakistan International Airlines: viene chiamata "Executive Economy" ed è utilizzata sugli Airbus A320. Sono presenti dei sedili con più spazio per le gambe e senza posto centrale.
- Philippine Airlines: la classe economica premium è disponibile solo sugli Airbus A321, sugli Airbus A330 e sugli Airbus A350. Sui voli Philippine Airlines Express che utilizzano l'Airbus A320 a due classi, i posti della business class vengono venduti come Premium Economy.
- Qantas: la classe economica premium è disponibile sui Boeing 787 e sugli Airbus A380 su rotte selezionate.[31]
- Riyadh Air: la classe economica premium sarà disponibile sui Boeing 787 quando entreranno in servizio.[32]
- Scandinavian Airlines: viene chiamata "SAS Plus" (in precedenza era chiamata "Economy Extra",ma le caratteristiche rimangono le stesse). Sedili più ampi in configurazione 2–3–2 e ristorazione migliorata sono disponibili sulle rotte verso l'Asia e il Nord America.[33]
- Scoot: viene chiamata "Super-Stretch" e i sedili sono situati nelle prime file e in tutte le file vicino alle paratie e alle uscite nella classe economica. I sedili offrono maggiore larghezza, 7,6–12,7 cm (3–5 pollici) di spazio in più e, sui Boeing 787, poggiatesta regolabili. Questi sedili si distinguono per il colore diverso dai sedili standard della classe economica, in azzurro chiaro, e dai sedili Super-Stretch, in blu scuro.
- Singapore Airlines: la classe economica premium è utilizzata su tutti gli Airbus A350-900 (eccetto per la configurazione a medio raggio), Airbus A380 e Boeing 777-300ER, con rotte verso l'Europa e gli Stati Uniti.[34]
- SpiceJet: la classe economica premium è situata nelle prime cinque file e nelle file di uscita di tutti i Boeing 737, con uno spazio tra i sedili di 91 cm (36 pollici), imbarco prioritario, gestione bagagli e una franchigia bagaglio più ampia.
- Sunwing Airlines: viene chiamata "Elite Plus" e offre 15 cm di spazio in più, una franchigia bagaglio più ampia inclusi imbarco, check-in e gestione bagagli prioritari.
- Thai Airways International: la classe economica premium utilizza gli stessi posti della "Royal Silk Class" (classe business) solo sulle rotte effettuate dai Boeing 777-300ER verso l'Aeroporto di Copenaghen e l'Aeroporto di Stoccolma-Arlanda.[35]
- Ukraine International Airlines: la classe economica premium è utilizzata solo sui Boeing 767. Offre uno spazio di 91-94 cm (36-37 pollici) e un sedile più ampio, oltre ad un servizio prioritario a terra, migliori opzioni di ristorazione, incluso un bicchiere di vino gratuito, e una franchigia bagaglio più ampia.
- United Airlines: viene chiamata "United Premium Plus" e offre sedili più ampi con maggiore reclinazione, spazio extra per le gambe, bevande alcoliche e pasti di qualità superiore.[36][37] La classe economica premium è utilizzata su tutti i voli.
- Vietnam Airlines: la classe economica premium è disponibile sugli Airbus A350-900 e sui Boeing 787-9 su rotte selezionate.[38]
- Virgin Atlantic Airways: la classe economica premium offre posti più spaziosi, banco check-in dedicato, imbarco prioritario e pasti di qualità superiore. È disponibile sui voli internazionali sugli Airbus A330, Airbus A350 e Boeing 787-9.[39]
- Virgin Australia: viene chiamata "Economy X" e offre maggiori vantaggi in aeroporto e a bordo dell'aereo, con i prezzi accessibili della classe economica. Inoltre include dello spazio extra per le gambe, spazio aggiuntivo per i bagagli nelle cappelliere (solo per i voli operati da Virgin Australia), imbarco e controlli di sicurezza prioritari (se disponibili).
- WestJet: viene chiamata "Premium Class". Sui Boeing 787-9 di WestJet, la classe economica premium è situata in una cabina separata e dedicata. Sedili più ampi e con maggiore reclinazione sono offerti in una configurazione 2-3-2. Sono inclusi pasti caldi gratuiti, bevande alcoliche e analcoliche. È disponibile anche un'area bar self-service. Sui voli internazionali, viene fornita una pochette di cortesia. Sui Boeing 737 di WestJet, la classe economica premium è separata dalla classe economica standard con divisori e tendina. Sedili più ampi e con maggiore reclinazione sono offerti in una configurazione 2-2.[40]

Alcune compagnie aeree, tuttavia, non offrono più la classe economica premium:
- Olympic Air: Se i passeggeri viaggiavano a bordo di un Bombardier Dash-8, il posto accanto poteva rimanere vuoto su loro richiesta. Questo servizio era denominato "Premium Economy Class" e costava più della normale classe economica. Inoltre, i passeggeri potevano utilizzare il servizio di check-in prioritario, se disponibile, e veniva offerto loro un drink di benvenuto a bordo. Gli aerei diversi dal Dash-8 non offrivano la classe economica premium, ma il servizio di classe business, che fu interrotto subito dopo l'acquisizione da parte della compagnia aerea. Anche la classe economica premium fu interrotta dopo l'acquisizione, per via delle sue somiglianze con la classe business della compagnia che l'aveva acquisita, Aegean Airlines.
- South African Airways: South African Airways non ha mai avuto una cabina di classe economica premium dedicata, ma i ponti superiori dei suoi Boeing 747-400 offrivano sedili in classe economica con 89 cm di spazio per le gambe, rispetto ai 79 cm della cabina principale. Tuttavia, questi sedili erano molto esclusivi, poiché erano riservati principalmente ai passeggeri "Voyager Platinum" e "Star Alliance Gold". I Boeing 747-400 furono ritirati dalla flotta di South African Airways nel 2010, e anche la classe economica premium non fu più riutilizzata. Una versione dell'Airbus A350 offre una sezione "Economy Plus" con 13 cm di spazio extra tra i sedili.